# 화식 (식물학)

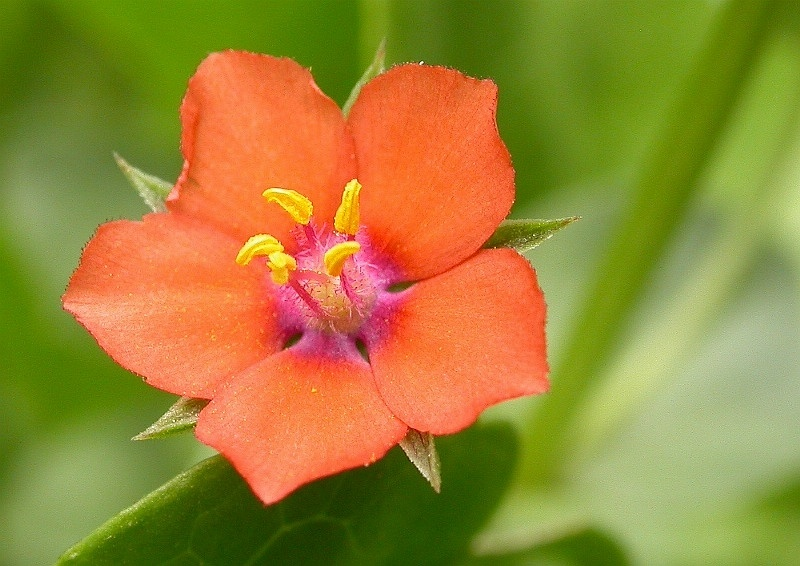
뚜껑별꽃의 화식. 꽃덮이는 5개의 독립된 꽃받침과 5개의 연결된 꽃잎으로 구성되어 있으며 안드로에슘과 융합되어 있다. 꽃은 양성화이고 수술은 5개이며 암술은 5개의 심피가 융합되어 있고 씨방은 우월하다.

화식(花式, floral formula)은 특정 유형의 꽃의 구조를 나타내는 표기법이다. 이러한 표기법은 중요한 정보를 간결한 형태로 전달하기 위해 숫자, 문자 및 다양한 기호를 사용한다. 이는 특정 종의 꽃 형태를 나타낼 수도 있고, 더 높은 분류군을 특성화하기 위해 일반화될 수도 있으며 일반적으로 기관 수의 범위를 제공한다. 꽃무늬는 19세기에 개발된 꽃 구조를 설명하는 두 가지 방법 중 하나이며, 다른 하나는 화식도이다. 꽃무늬의 형식은 작가의 취향과 시대에 따라 다르지만 동일한 정보를 전달하는 경향이 있다.
화식은 종종 화식도와 함께 사용된다.